# Анахоретство (психиатрия)
Анахоре́тство (от др.-греч. ἀναχωρητής — «анахорет», «отшельник», от др.-греч. ἀναχωρέω — «отступать», «отходить», «уходить», «удаляться») — психопатологический симптом, характеризующийся добровольной самоизоляцией, затворничеством, уходом от контактов с окружением и избеганием общественной деятельности.
Самоизоляция чаще всего наблюдается в рамках шизофренического аутизма, депрессии и при шизоидном расстройстве личности. Данный симптом также может возникнуть в результате хронических и тяжёлых психологических травм (психогени́й), разрушающих парадигму существования в обществе, кардинально меняющих мировоззрение, идеалы и ценности индивида.